# Ласло III
Ла́сло III (на унгарски: III. László; * 1199; 7 май 1205, Виена) e крал на Унгария и Хърватия от династия Арпади. Oт 26 август до 30 ноември 1204 година управлява съвместно с баща си, от 30 ноември 1204 до смъртта си – еднолично.

## Произход
Ласло III е единствен син на крал Имре и Констанца Арагонска, дъщеря на Алфонсо II Арагонски (1157 – 1196), крал на Арагóн, граф на Барселона, и на Санча Кастилска.

## Крал
На 26 август 1204 година Ласло е коронясан приживе на баща си, желаещ по този начин да обезпечи правата на сина си за престола. Чичото на Ласло, Андраш, многократно конфликтува с Имре, но се заклева да защитава малолетния крал и е назначен за регент.
Далматинският хронист Тома Сплитски, архидякон на Сплит (на латински: Thomas Archidiaconus Spalatensis) в своята хроника „История на архиепископите на Салона и Сплит“ ( на латински: Historia Salonitana) описва решението на краля така:
| „ | Крал Имре се разболя от неизлечима болест. Затова, когато разбрал, че наближава последният му час, той изпратил с най-голяма бързина да доведат брат му и той бил освободен от ареста. Когато Андрей се явил пред краля, кралят изразил волята си в негово присъствие, като поверил настойничеството на сина си и управлението на цялото кралство, докато принца не навърши пълнолетие. | “ |

След смъртта на Имре (30 ноември 1204 година), Ласло III е провъзгласен за крал на Унгария и Хърватия. Папа Инокентий III изпраща писмо до херцог Андраш, като го предупреждава да остане верен на клетвата си, да зачита интересите на краля-дете и да не позволи на зли хора да бъдат насърчавани. Папата има предвид благородниците около Андрей, които искат да го видят на трона възможно най-скоро, за да могат след това да се възползват от неговата подкрепа. Папата също пише писмо до народа на Унгария, за да остане лоялен към Ласло. Андраш като регент, обаче държи Ласло и неговата майка Констанца под домашен арест.
Опасявайки се за живота си, Констанца Арагонска със сина си бяга във Виена под защита на Леополд VI Бабенберг, въпреки че херцог Андрей полага всички усилия да ги залови преди това. Леополд VI Бабенберг е братовчед на Имре и Андрей и се съгласява да даде подслон на краля, въпреки заплахите на Андрей за нахлуване във владенията му.
На 7 май 1205 година Ласло III умира внезапно във Виена. Андраш II наследява унгарския трон и изисква от Леополд VI Бабенберг тялото на племенника си и го погребва в Секешфехервар.
Из Chronicon Pictum – Унгарска илюстрована хроника:
| „ | След него [крал Имре] царува синът му Ладислав, който е коронясан на 26 август, четвъртък. Той царува шест месеца и пет дни. Той се представи на Господа ... на 7 май. Тялото му е погребано в Алба (Секешфехервар). | “ |